# Jack W. Brehm
Jack William Brehm (* 16. Januar 1928 in Des Moines; † 9. August 2009 in Lawrence) war ein US-amerikanischer Sozialpsychologe und Professor; bekannt wurde er als Begründer der Reaktanztheorie.

## Leben
Er wuchs in Des Moines, Iowa, auf. Nach der High School absolvierte er seine Militärdienstzeit bei der Marine. Danach studierte er an der Harvard University. Hier erwarb er seinen Bachelor-Abschluss. Danach promovierte er an der University of Minnesota unter der Betreuung von Leon Festinger. In seiner Dissertation entwickelte er das Paradigma der kognitiven Dissonanz bei freier Wahl und veröffentlichte seine erste Dissonanzstudie. Nach der Graduiertenschule verbrachte Jack drei Jahre an der Yale University, wo er zusammen mit Arthur Cohen an Experimenten zur Rolle von Wahlmöglichkeiten und dem Engagement bei Dissonanzprozessen arbeitete. Anschließend wechselte er an die Duke University, um gemeinsam mit Edward E. Jones ein Graduiertenprogramm für Sozialpsychologie aufzubauen. Hier entwickelte er auch seine einflussreiche Theorie der psychologischen Reaktanz. 1975 wechselte er an die Fakultät für Psychologie der University of Kansas. In Kansas widmete sich Jack dem Verständnis affektiver Prozesse, die noch grundlegender waren als Dissonanz und Reaktanz. Sein Interesse am Begehren führte zu seiner Theorie der Motivationsintensität. Das Interesse an den subjektiven Aspekten von Emotionen führte zu der Theorie der Emotionsintensität. Bis zu seiner Emeritierung im Jahre 1997 arbeitete er an der University of Kansas. Auch im Ruhestand setzte er seine Arbeit fort und seine letzte Arbeit wurde posthum im Jahr 2010 veröffentlicht.
Den Großteil seines Vermögens in der Höhe von 2,2 Millionen $ vermachte er dem Stiftungsfonds der University von Kansas für den Fachbereich Psychologie.

## Werk
Als Sozialpsychologe führte er multidisziplinäre Studien in der Sozialpsychologie und zu Einstellungsänderungen durch. Dabei kombiniert er kognitive Psychologie und Neurowissenschaften. Er arbeitete über die Theorie der kognitiven Dissonanz, der Selbstwahrnehmung und der Erlernten Hilflosigkeit. 1966 veröffentlichte Brehm seine Theorie der psychologischen Reaktanz; diese besagt, dass Menschen, deren freie Entscheidungen oder Handlungen bedroht oder eingeschränkt sind, ein reaktives Verhalten entwickeln, um ihre Freiheit wiederherzustellen oder zu schützen; dies kann bei Verboten oder Überkontrolle zu gegenteiligem Verhalten führen (z. B. je stärker man eingeschränkt wird, desto mehr macht man, was man nicht tun sollte). Bekannt sind auch seine früheren Studien zur Änderung der Präferenz für eine Wahl nach einer Entscheidungsfindung: Seine Studie aus dem Jahr 1956 zeigte, dass Menschen, nachdem sie eine Wahl getroffen haben, dazu neigen, ihre Bewertung des nicht gewählten Gegenstandes zu ändern und ihn oft weniger attraktiv machen.

## Privates
Jack Brehm heiratete 1968 die Psychologin Sharon Stephens Brehm (* 1945; † 2018), die bei ihm als Assistentin gearbeitet hatte. Obwohl sie sich einige Jahre später scheiden ließen, arbeiteten sie weiter zusammen und waren sogar Co-Autoren eines Buches. Sharon übertrug die Reaktanztheorie von Jack Brehm auf den Bereich der klinischen Psychologie.

## Ehrungen
- 1992: Fellow der American Association for the Advancement of Science (AAAS)
- 1998: Distinguished Scientist Award der Society of Experimental Social Psychology

## Publikationen (Auswahl)
- Anca M. Miron; Jack William Brehm: Reactance Theory – 40 Years Later. In: Zeitschrift für Sozialpsychologie, 2006, 37 (1), S. 9–18.
- Sharon S. Brehm; Jack W. Brehm: Psychological Reactance. A Theory of Freedom and Control. Academic Press, New York 1981, ISBN 978-0-12-129840-1.
- Camille B. Wortman; Jack W. Brehm: Responses to Uncontrollable Outcomes: An Integration of Reactance Theory and the Learned Helplessness Model. In: Advances in Experimental Social Psychology, 1975.
- Jack William Brehm: A theory of psychological reactance. Academic Press, New York 1966.
- Louis Schneider; Jack W. Brehm; Arthur R. Cohen: Explorations in Cognitive Dissonance. In:  American Sociological Review, 1963.
- Jack Williams Brehm; Arthur Robert Cohen: Explorations in cognitive dissonance. In: American Journal of Psychology, 1962.
- Jack W. Brehm: Postdecision changes in the desirability of alternatives. In: Journal of Abnormal Psychology, 1956.